# Christian Galinski
Christian Galinski (* 9. September 1944) ist ein diplomierter Japanologe und Kommunikationswissenschaftler. Er ist seit 1986 Direktor des Internationalen Informationszentrums für Terminologie Infoterm.

## Leben
Christian Galinski studierte von 1967 bis 1971 an der Universität Bonn Japanologie, Sinologie sowie Kommunikationswissenschaft. Nach seinem Studium verbrachte er zwei Jahre in Japan und forschte zum Thema „The History of Japanese Education“. Von 1976 bis 1979 arbeitete Galinski als vom Landesgericht Wien allgemein beeidigter und gerichtlich zertifizierter Übersetzer. 1977 gründete er den „East Asia Language Service“, ein Sprachdienstleistungsunternehmen mit Fokus auf den asiatischen Raum. Im Jahr 1979 begann seine Arbeit beim Internationalen Informationszentrum für Terminologie (Infoterm), wo er 1986 zum Direktor ernannt wurde. Ziel des Zentrums ist die Internationale Terminologienormung. Gleichzeitig zur Leitung von Infoterm wurde er auch zum Sekretär vom ISO-Komitee ISO/TC37 „Terminology (priciples and coordination)“ berufen. Sowohl über Infoterm als auch über das ISO-Komitee (mit-)initiierte er die Einrichtung von Netzwerken als auch Kooperationen in Ostasien und Europa:
- das Europäische Institut für Technische Dokumentation und Informationsmanagement (Eurodoc)
- den Deutschen Terminologietag (DTT)
- das Iberoamerikanische Terminologienetz (RITerm)
- die Japanische Gesellschaft für Terminologie (JTA)
- das Chinesische Terminologienetz (Chine TermNet)
- die Gesellschaft für Terminologie und Wissenstransfer (GTW)
- das Internationale Terminologie-Netz (TermNet)
- das Internationale Institut für Terminologie-Forschung (IITF)

Seit 2007 lehrt Christian Galinski am Zentrum für Translationswissenschaft der Universität Wien u. a. Übersetzen von technischen und juristischen Texten mit der Sprachkombination Japanisch.

## Funktionen und Mitgliedschaften
- Direktor von INFOTERM (seit 1986)
- Sekretär des ISO/TC37 Terminology (priciples and coordination) (seit 1986)
- Geschäftsführer des Internationalen Terminologie-Netzes (TermNet) (seit 1988 und 1992/1993 Vizepräsident)
- Generalsekretär der Gesellschaft für Terminologie und Wissenstransfer GTW (seit 1991)
- Projektbeirat im Internationalen Institut für Terminologie-Forschung IITF (1989–1995)
- seit 2009: beratende Funktion im CNIS (Chinese National Institute for Standardization)
- Mitglied im RaDT – Rat für deutschsprachige Terminologie

Des Weiteren ist er Initiator diverser Workshops des Information Society Standardization System des Europäischen Komitees für Normung (CEN/ISSS):
- CEN/ISS/WS/eCAT Multilingual eCataloguin and eClassification
- CEN/ISSS/WS/eTOUR harmonization of data interchange in tourism
- CEN/ISSS/WS/eCAT-ePPS Electronic Product Property Server
- CEN/ISSS/WS/eCAT-CC3P Classification and catalogue systems for public and private procurement
- CEN/ISSS/FG-CDC Interoperability of computer sensitive product dictionaries and classifications
- CEN/ISSS/FG-eSME Best practices of practical applications in the use of eBusiness standards for European SMEs

## Forschungsschwerpunkte
- Terminologiearbeit
- Terminologienormung
- Terminologieplanung und Wissenstransfer
- computergestützte Terminographie

## Publikationen (Auswahl)
- Normung, insbesondere Terminologienormung, als Einflussfaktor der Qualität von Übersetzungen. In:  M. Snell-Hornby, H.G. Hönig, Paul Kußmaul, P.A.Schmitt: Handbuch Translation. 2. verb. Auflage, Stauffenburg, 1999, ISBN 3-86057-992-4
- in Zusammenarbeit mit L. Hoffmann, H. Kalverkämper, H. E. Wiegand, W. Hüllen: Fachsprachen – Ein internationales Handbuch für Fachsprachenforschung und Terminologiewissenschaft / Languages for Special Purposes – An International Handbook of Special Languages and Terminology Research. New York, de Gruyter Mouton, ISBN 978-3-11-018751-9
- Exchange of standardized terminologies within the framework of the standardized terminology exchange network (STEN). In Richard A. Strehlow, Sue Ellen Wright (Hrsg.): Standardizing and Harmonizing Terminology: Theory and Practice, Issue 1223. S. 141–157, ISBN 0-8031-1984-4
- Wozu Normen? Wozu Interoperabilität? In: Andreas Blumauer, Tassilo Pellegrino: Semantic Web. Wege zur vernetzten Wissensgesellschaft. Berlin Heidelberg: Springer-Verlag, 2006, 47–71, ISBN 3-540-29324-8
- Knowledge Transfer to/from Countries with Languages using Non-European Scripts. In: Terminology and Knowledge Engineering (Vol. 2) 1990: S. 622–630, ISBN 3-88672-205-8
- in Zusammenarbeit mit Karel Van Isacker: Standards-Based Content Resources: A Prerequisite for Content Integration and Content Interoperability. In: Computers Helping People with special needs, Lecture Notes in Computer Science Volume 6179. S. 573–5979, Springer: 2010, ISBN 978-3-642-14096-9
- in Zusammenarbeit mit Jürgen W. Goebel: Leitfaden für Terminologievereinbarungen. Wien: TermNet, Internat. Network for Terminology, 1996, ISBN 3-901010-17-3
- in Zusammenarbeit mit Gerhard Budin: Thesaurus and terminology providing access to reference knowledge in environmental information systems. In: Ingetraut Dahlberg, P. Stanciková: Environmental knowledge organization and information management: Proceedings of the First European ISKO Conference. S. 14–16, Sept. 1994, Bratislava, Slovakia. Frankfurt/Main 1994, 65–73, ISBN 978-3-88672-601-1
- als Hrsg.: Terminology and Knowledge Engineering: Proceedings. International Congress on Terminology and Knowledge Engineering. Indeks-Verlag, Frankfurt: 1987, ISBN 3-932004-21-3